# Escudo de Canillas de Aceituno

Escudo de Canillas de Aceituno.

El Escudo Heráldico de Canillas de Aceituno (provincia de Málaga, España) tiene como modelo el Escudo de la Casa de los Fernández de Córdoba, que era de oro, con tres franjas de gules ( rojo heráldico) y que fue el que tuvo don Diego Fernández de Córdoba hasta la merced que le fue concedida por los Reyes Católicos como consecuencia de su participación en la batalla de Lucena (1483) y en la captura de Boabdil. Desde entonces, y por iniciativa del propio don Diego, dicho Escudo Heráldico fue acrecentado, quedando de la siguiente manera: Escudo cortado, e la partición superior, de oro siguen las tres franjas de gules primitivas y, en la participación inferior, el rey moro Boabdil el Chico con cadena de oro al cuello, moviente el flanco siniestro, y bordura de plata con la siguiente leyenda: Omnia per ipso facta sunt ( todas las cosas han sido hechas por Él mismo = todo ha sido hecho por Dios).

## Historia
Según leemos en un escrito del entonces Alcalde de la villa don Francisco Gallero Martín (documento original de 1956) “el Escudo Municipal está aprobado provisionalmente por el Ayuntamiento, habiéndose remitido al Ministerio de la Gobernación el Expediente para su aprobación definitiva”. En los primeros años de la década de los setenta se encargó a una Comisión la realización de una Memoria – Informe y un boceto del que debería de ser el Escudo Heráldico de la villa. El Pleno del Ayuntamiento acordó adoptar dicho Escudo. El acuerdo plenario, remitido junto con la ya citada Memoria al Ministerio de la gobernación y a la Real Academia de Historia, fue aprobado en el Decreto 1447/1.972 de 16 de mayo. 
Los elementos polémicos que presenta el Escudo Heráldico de nuestra villa son los siguientes:
- a) El timbre: El timbre presenta, actualmente, la corona de un marquesado, puesto que NO pertenece ya nuestro pueblo, sus habitantes y sus tierras, a Casa nobiliaria alguna, dicha corona tendría que ser :reemplazada por la actual Corona Real Borbónica (BOJA Nº 38 de 9 marzo de 1995, p.2.020)
- b) Escudo de armas de los Fernández de Córdoba. Cuando se realizó la Memoria- Informe sobre la historia de la villa de Canillas y el que debería de ser su Escudo Heráldico NO se tuvo en cuenta que la :familia de los Fernández de Córdoba tiene tres grandes ramas o líneas genealógicas: la Casa de Aguilar ( de Gonzalo Fernández de Córdoba, el Gran Capitán), la Casa de los alcaldes de los Donceles y la Casa :de Baena y Cabra. Esta última línea familiar, la de Baena y Cabra, salida del tronco de los Fernández de Córdoba, alcanzó un gran predicamento, hasta el punto de que llegó a disputarle la primacía a la Casa :central, es decir, a la Casa de Aguilar, e incluso, en algunos momentos de S. XV, logró superar en prestigio y poderío a la rama central.

Diego Fernández de Córdoba III, segundo Conde de Cabra, defendió Lucena en 1483 junto a su sobrino, el Alcalde de los Donceles. Y fue en la retirada de los musulmanes cuando las tropas de dicho segundo :Conde de Cabra y las del Alcalde de los Donceles apresaron por puro azar a Boabdil, que según unos autores, fue conducido a Baena bajo tutela del Alcalde de los Donceles. El atribuir la custodia de Boabdil :a uno u otro caballero responde tan sólo al deseo de ensalzar la figura de cada uno de ellos. Ambos militares fueron recompensados por la Corona y, en el reparto de premios, correspondió al Conde de Cabra :la merced de 300.000 maravedíes anuales por juro de heredad.
- c) Boabdil con cadena al cuello. Fue iniciativa de la Alcaldía y Corporación Municipal de la vecina villa de Sedella el hacer desaparecer de su Escudo Heráldico la cadena que aprisiona el cuello de Boabdil, :último rey andalusí de Granada. Le siguieron varias Alcaldías de la Axarquía que también tenían en sus respectivos Escudos Heráldicos idéntica representación de Boabdil.

Actualmente Boabdil aparece apresado con cadena al cuello en el Sello Municipal y en el Escudo Heráldico que preside el Salón de Plenos de nuestro Ayuntamiento. Sin embargo, aparece sin cadena en los :azulejos que indican los nombres de la Calles de Canillas.
El árbol ( un olivo). La ya citada Memoria – Informe sobre el que debería de ser Escudo Heráldico de la villa afirma que “de Aceituno” es un calificativo que se le añadió a la villa “ por sus muchos :olivares” aunque árboles como el olivo o, mejor aún, el tejo, son representativos de Canillas, el árbol que realmente representa el sobrenombre –apelativo diferenciador- de nuestro pueblo es el de hojas de :morera, alimento de las orugas productoras de seda, producto base del azeytuní prenda de seda teñida y tejida que hizo de Canillas de Aceituno zona muy importante en el reino Nazarí de Granada, etc.
- Datos: Q5837919